# Estación de Le Blanc-Mesnil
La estación de Le Blanc-Mesnil es una estación ferroviaria francesa ubicada en el municipio de Le Blanc-Mesnil en el departamento de Sena-Saint-Denis en la región Isla de Francia.
Inaugurada en 1980 por la Sociedad Nacional de ferrocarriles franceses (SNCF), es una estación de lalínea B del RER. Está ubicada a 13 km de la estación de París Nord.

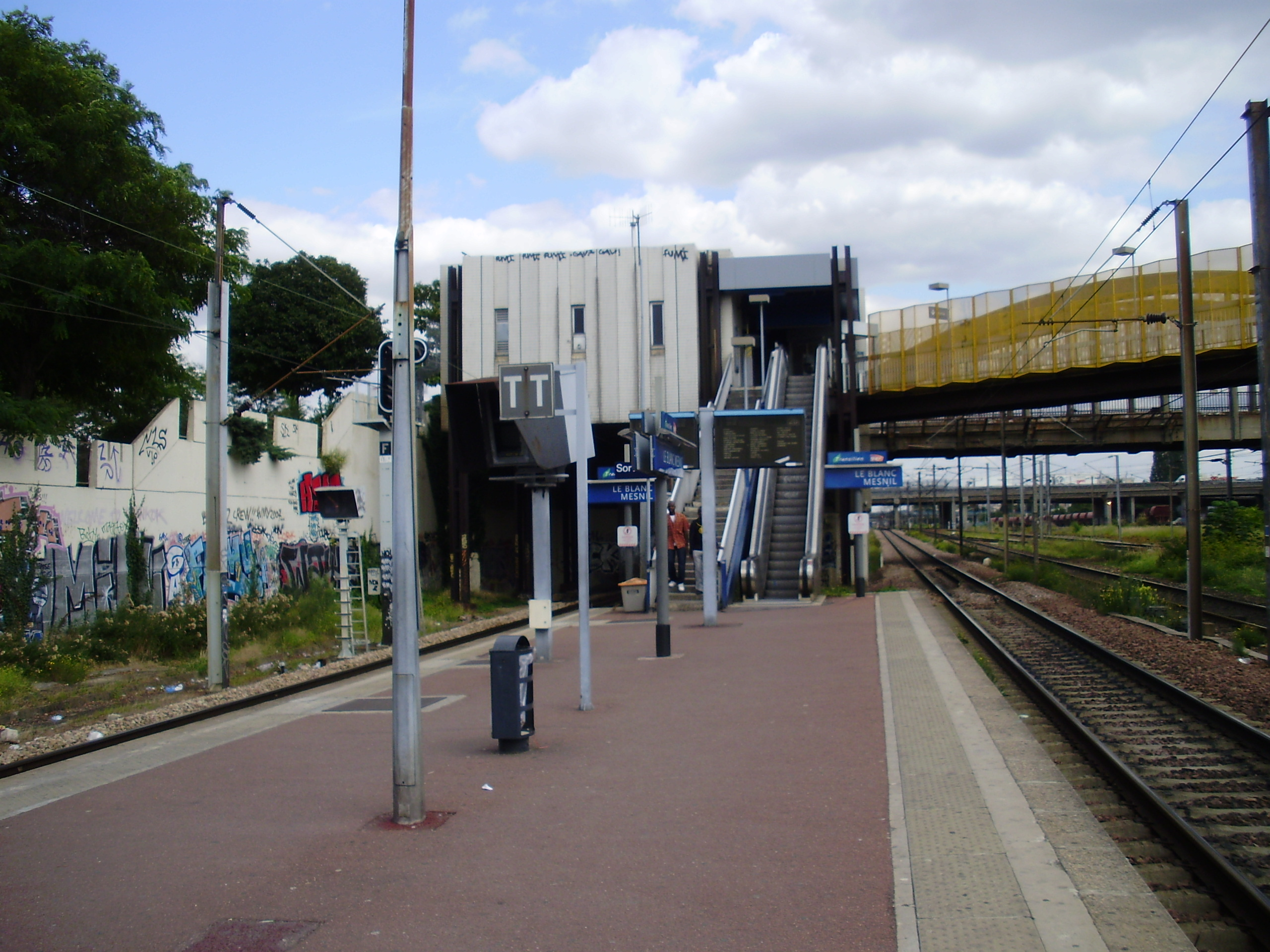
Interior de la estación con el uno de los andenes.

## Historia
La línea de ferrocarril atraviesa el municipio de Le Blanc-Mesnil desde los años 1860, pero hasta 1980 la única estación del municipio se compartía con el vecino Drancy. Una vez inaugurada, la antigua estación de Le Blanc-Mesnil-Drancy pasó a ser la estación de Drancy.
En 2014, según las estimaciones de la SNCF, el uso anual de la estación es de 2 910 600 viajeros.